# Jánosháza
Jánosháza is een stad (város) en gemeente in het Hongaarse comitaat Vas. Jánosháza telt 2750 inwoners (2001).